# Premierzy Nigerii
| Osoba                                              | Osoba             | Osoba                              | Kadencja            | Kadencja            | Partia polityczna |
| #                                                  | Portret           | Imię i Nazwisko                    | Od                  | Do                  | Partia polityczna |
| Federacja Nigerii                                  | Federacja Nigerii | Federacja Nigerii                  | Federacja Nigerii   | Federacja Nigerii   | Federacja Nigerii |
| -------------------------------------------------- | ----------------- | ---------------------------------- | ------------------- | ------------------- | ----------------- |
| 1                                                  |                   | Abubakar Tafawa Balewa (1912–1966) | 1 października 1960 | 1 października 1963 | NPC               |
| Republika Federalna Nigerii                        |                   |                                    |                     |                     |                   |
| (1)                                                |                   | Abubakar Tafawa Balewa (1912–1966) | 1 października 1963 | 15 stycznia 1966    | NPC               |
| Urząd zniesiony (15 stycznia 1966-4 stycznia 1993) |                   |                                    |                     |                     |                   |
| 2                                                  |                   | Ernest Shonekan (1936–)            | 4 stycznia 1993     | 26 sierpnia 1993    | bezpartyjny       |
| Urząd zniesiony od 26 sierpnia 1993                |                   |                                    |                     |                     |                   |